# Edifício Itália

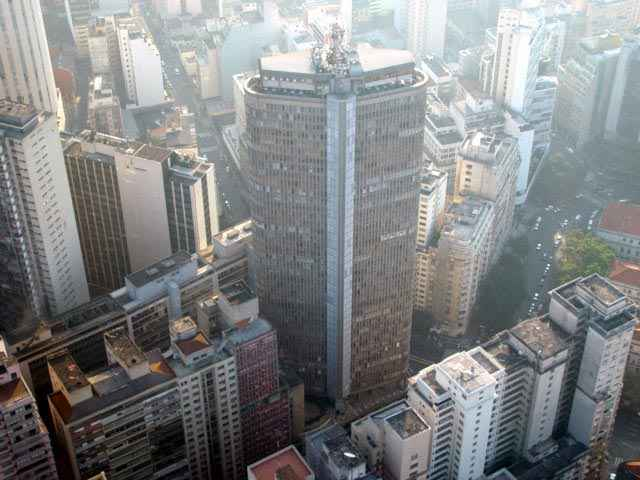
Edifício Itália

Edifício Itália este un zgârie-nori construit în orașul São Paulo, Brazilia. Are o înălțime de 165 m (550 ft). A fost dat în folosință în anul 1965.